# خرسک دم‌حلقه‌ای
خرسک دم‌حلقه‌ای (نام علمی: Potos flavus) نام یک گونه از تیره خرسکیان است. می‌توان این پستاندار را که در جنگلهای بارانی قاره آمریکا زندگی می‌کند با راسوی اهلی یا میمون اشتباه گرفت در صورتی که آن به راکون و به باریک خرس نزدیک می‌باشد و از خانواده خرسیان است.